# Hubertella
Hubertella Platnick, 1989 è un genere di ragni appartenente alla famiglia Linyphiidae.

## Distribuzione
Le due specie oggi attribuite a questo genere sono state rinvenute in Nepal: sono endemismi di due località diverse e distanti.

## Tassonomia
Il nome originario del genere era Hubertia Georgescu, 1977; a seguito di una segnalazione dell'aracnologo Brignoli del 1985 è stato necessario cambiarlo con quello attuale in quanto Hubertia Bory de St.-Vicent, 1804, già indicava un genere di piante delle Asteraceae.
L'aracnologo Tanasevitch considera la H. thankurensis ancora con la vecchia denominazione Hubertia: è verosimile si tratti di un refuso..
A dicembre 2011, si compone di due specie secondo Platnick e una specie secondo Tanasevitch:
- Hubertella orientalis (Georgescu, 1977)[4] — Nepal
- Hubertella thankurensis (Wunderlich, 1983) — Nepal